# Patin à voile
Le Patin à voile est une série de catamarans de sport développée en Espagne au début des années 1940. Il est appelé Patín de vela ou Patín catalán en castillan, Patí de vela ou Patí català en catalan. Extrêmement particulier dans sa conception et son maniement, ce voilier économique et minimaliste est le plus ancien des multicoques de régate.
Ce catamaran est aussi un catboat, dans la mesure où il ne comporte qu'une seule voile et est conçu pour l'utilisation en solitaire.

## Caractéristiques
Les deux coques étanches, reliées par cinq planches, ont une section en V aigu qui dispense de la présence de dérives tout en assurant une stabilité de route intrinsèque. Le bateau ne comporte ni safrans ni barre. Le gréement est dépourvu de bôme, la voile étant tendue depuis l'arrière, un peu à la manière d'une voile latine ou d'un foc ; l'écoute est renvoyée par un palan coulissant sur une barre d'écoute située tout à l'arrière. De ce fait aussi, il n'y a pas de latte sur la voile.
Le gréement courant se résume à l'écoute de voile, souvent complétée par une sorte de cunningham qui ressemble à un hale-bas et qui, en l'absence de bôme, est très efficace pour ajuster le creux de la voile.
La structure à double coque procure une certaine stabilité de forme, mais comparé aux catamarans modernes le Patin à voile est franchement étroit (il n'est pas plus large que des monocoques bien plus courts tels que le 420). Outre la facilité de transport (aucun démontage nécessaire), cela contribue à l'exceptionnelle légèreté de l'embarcation. Et en cas de chavirage il peut être redressé sans aide extérieure.
Les deux coques étroites à quille longue représentent une importante surface mouillée, aussi le Patin n'est pas très performant par petit temps (on peut y remédier en faisant gîter pour déjauger une des coques). En revanche, dans la brise, le bateau devient extrêmement sportif et fait pratiquement jeu égal en vitesse avec des catamarans modernes bien plus techniques et coûteux.

## Manœuvre
Le Patin à voile se manœuvre un peu à la façon d'une planche à voile, c'est-à-dire uniquement en jouant sur l'assiette et le réglage de voile. Ainsi, pour faire loffer le bateau, on se déplace vers l'avant, tandis que la souplesse du mât permet en bordant vigoureusement de reculer le centre de poussée vélique et de rendre le bateau plus ardent.
Aux allures portantes, des techniques particulières sont utilisées, notamment en régate, pour contrôler le bateau. Ainsi, au grand largue, pour abattre à fond et déclencher un virement vent arrière, le « barreur » se poste tout à l'arrière de la coque sous le vent en laissant traîner un pied (ou une main) dans l'eau.

## Histoire
Ce bateau est issu d'engins de plage à deux flotteurs qui étaient populaires au début du XXe siècle dans la région de Barcelone. À la fin des années 1920 on commence à leur adjoindre un mât et une voile dont la surface augmente avec les années, à mesure que s'organisent des régates opposant des clubs de natation de Barcelone et de Badalone, qui se livrent une vive concurrence.
Il est à noter que le Patin à voile est né dans le milieu des nageurs, et non pas des plaisanciers classiques. D'où l'intérêt pour un bateau sans dérives ni safrans, éliminant les risques de casse lors des départs et arrivées de plage.
De nombreux types différents de bateaux s'affrontent au début des années 1940 (en Espagne, c'est déjà l'après-guerre). Aussi convient-on en 1943 d'organiser une régate en vue de sélectionner le modèle le plus performant pour en faire une future série monotype. Ultra-léger et bien toilé, le prototype mis au point l'année précédente par les frères Luis et Emilio Mongé, membres du Club Natació Badalona, l'emporte haut la main.
L'architecture du Patin à voile est restée inchangée depuis lors, si ce n'est que les mâts sont devenus métalliques, que le polyester-fibre de verre est proposé en alternative au bois, et que le haubanage a été doté de réglages rapides pour ajuster la quête du mat. Le bateau est également décliné en version Junior pour jeunes adolescents ou équipiers de moins de 50 kg.
Hors d'Espagne, où cette série est une des plus populaires, le Patin à voile s'est répandu en Belgique particulièrement, ainsi qu'en France et en Allemagne.